# ヘリモンイシガケチョウ
ヘリモンイシガケチョウ (Cyrestis camillus) は、チョウ目（鱗翅目）・アゲハチョウ上科・タテハチョウ科に分類されるチョウの一種。別名「アフリカイシガケチョウ」。

## 分布
サハラ砂漠以南からザンビア、マダガスカルに分布する。

## 特徴
開長7cm。翅は白地に黄褐色の帯模様がいくつかあり、尾状突起をもつ。
二次林でみられる。クワ科を食草とする。

## 亜種
- Cyrestis camillus camillus
- Cyrestis camillus sublineata
- Cyrestis camillus elegans